# Mark Jones (sceneggiatore)
Mark Jones (Los Angeles, 17 gennaio 1953) è uno sceneggiatore, regista, produttore cinematografico e produttore televisivo statunitense, famoso per il suo lavoro nella serie cinematografica horror Leprechaun e numerose serie televisive, come per esempio A-Team e Il giustiziere della strada. Jone attualmente ha diretto e scritto la sceneggiatura del film Triloquist.

## Filmografia

### Sceneggiatore
- Le nuove avventure di Braccio di Ferro (The Popey and Olive Show, 1978)
- Bufford e il galoppo fantasma (Buford and the Galopping Ghost, 1979)
- I predatori della strada (The Road Raiders, 1989)
- Leprechaun (1993)
- Leprechaun 2 (1994) (soggetto)
- Leprechaun 3 (1995) (soggetto)
- Rumpelstiltskin (1995)
- Leprechaun 4 - Nello spazio (Leprechaun 4: In Space, 1997) (soggetto)
- Nightman (1997)
- Leprechaun 5 (Leprechaun: In the Hood, 2000) (soggetto)
- Leprechaun 6 - Ritorno nel ghetto (Leprechaun: Back 2 tha Hood, 2003) (soggetto)
- Triloquist (2007)

### Regista
- Leprechaun (1993)
- Rumpelstiltskin (1995)
- Nightman (1997)
- Quiet Kill (2004)
- Triloquist (2007)

### Produttore
- The Puppy's Further Adventures (1983)
- Supercar (1985-1986)
- Il giustiziere della strada (The Highwayman, 1988)
- Leprechaun 2 (1994)
- Alta marea (High Tide, 1994)
- Triloquist (2007)